# Heteromirafra ruddi
Heteromirafra ruddi е вид птица от семейство Чучулигови (Alaudidae). Видът е световно застрашен, със статут Уязвим.

## Разпространение
Видът е разпространен в Южна Африка.